# Camera superioară
O cameră superioară este una dintre cele două camere ale unui parlament bicameral, cealaltă fiind camera inferioară. Camera superioară are, de obicei, un număr mai mic de membri și o putere legislativă mai restrânsă comparativ cu cea inferioară.
În parlamentele unicamerale, singura cameră existentă îndeplinește atât rolurile camerei superioare, cât și ale celei inferioare.

## Caracteristici

### Sistemul parlamentar
Camera superioară are mai puțină influență decât camera inferioară:
- Votează pe subiecte legislative limitate, cum ar fi modificările constituționale.
- Nu poate iniția majoritatea proiectelor de lege precum finanțe, bugete sau politici fiscale.
- Nu poate vota o moțiune de cenzură împotriva guvernului.

### Sistemul prezidențial
Camera superioară poate avea puteri egale sau aproape egale cu camera inferioară și poate deține competențe specifice:
- Poate oferi și aviza oficiali de rang înalt, cum ar fi miniștri, ambasadori sau judecători.
- Are competența de a judeca cazuri inițiate de camera inferioară împotriva oficialilor din executiv sau justiție.
- Deține puterea exclusivă de a rectifica tratatele internaționale.

### Sistemul semiprezidențial
Puterile camerei superioare sunt în general mai limitate față de cele ale camerei inferioare, dar în anumite cazuri pot fi echivalente.
- Are puteri egale cu camera inferioară în privința legislației constituționale sau privind organizarea colectivităților teritoriale.
- Nu poate vota moțiuni de cenzură împotriva guvernului, dar poate iniția investigații privind afacerile de stat și poate propune proiecte legislative camerei inferioare.
- În Franța, guvernul poate adopta legi fără aprobarea Senatului, conform articolului 45 din constituție.

## Statut
În funcție de țară, statutul camerei superioare include una sau mai multe dintre următoarele caracteristici:
- Membrii camerei superioare nu sunt întotdeauna aleși prin vot direct. Aceștia pot fi numiți, aleși indirect sau aleși ex officio (de drept).
- Alegerile pentru camera superioară pot utiliza un sistem electoral diferit de cel folosit pentru camera inferioară. În Australia, de exemplu, camerele superioare sunt alese prin reprezentare proporțională, spre deosebire de camerele inferioare.
- Regiunile mai puțin populate sunt deseori reprezentate mai bine în camera superioară decât în cea inferioară, unde reprezentarea este de regulă proporțională cu populația.
- Durata mandatelor membrilor camerei superioare este de obicei mai lungă decât în camera inferioară; în anumite cazuri, mandatele pot fi pe viață.
- În unele parlamente, membrii camerei superioare sunt aleși prin rotație, pentru mandate eșalonate, nu toți simultan.
- Dizolvarea camerei superioare poate fi limitată sau imposibilă, în contrast cu camera inferioară.
- Camera superioară are, de obicei, un număr mai mic de membri decât camera inferioară.
- Pragul de vârstă pentru candidații la camera superioară este, de obicei, mai mare decât pentru camera inferioară.